# Oeiras, Portugalia
Oeiras este un oraș în districtul Lisabona, Portugalia. Are o suprafață de 45,88 km². Populația este de 171.658 locuitori, determinată în 2021, prin recensământ.

## Personalități născute aici
- Sérgio Paulinho (n. 1980), ciclist.